# Tampico (Illinois)
Tampico ist ein Ort (mit dem Status „Village“) im Whiteside County im Nordwesten des US-amerikanischen Bundesstaates Illinois.
Das U.S. Census Bureau hat bei der Volkszählung 2020 eine Einwohnerzahl von 689 ermittelt.
In Tampicos Main Street Historic District liegt der Geburtsort des 40. Präsidenten der Vereinigten Staaten von Amerika Ronald Reagan.

## Geographie
Tampico erstreckt sich über eine Fläche von einem Quadratkilometer. Der Ort bildet das Zentrum der Tampico Township. 
Tampico liegt rund 60 km östlich des Mississippi, der die Grenze zu Iowa bildet. Benachbarte Orte sind Prophetstown (17,8 km nordwestlich), Rock Falls (21,9 km nordöstlich), Deer Grove (9,8 km ostsüdöstlich) und Leon Corners (15,1 km südwestlich).
Die nächstgelegenen größeren Städte sind Dubuque in Iowa (154 km nordwestlich), Rockford (119 km nordöstlich), Chicago (199 km östlich), Peoria (118 km südsüdöstlich), die Quad Cities (78,2 km westsüdwestlich) sowie Cedar Rapids in Iowa (205 km westnordwestlich).

## Verkehr
Durch das Zentrum von Tampico verläuft in Nord-Süd-Richtung die Illinois State Route 172. Alle weiteren Straßen sind untergeordnete, teils unbefestigte Fahrwege oder innerörtliche Verbindungsstraßen.
Mit dem Whiteside County Airport befindet sich ein kleiner Flugplatz 20,4 km nordöstlich von Tampico. Die nächstgelegenen größeren Flughäfen sind der 106 km nordöstlich gelegene Chicago Rockford International Airport und der 79 km südwestlich gelegene Quad City International Airport.

## Demografische Daten
Nach der Volkszählung im Jahr 2010 lebten in Tampico 790 Menschen in 294 Haushalten. Die Bevölkerungsdichte betrug 790 Einwohner pro Quadratkilometer. In den 294 Haushalten lebten statistisch je 2,69 Personen. 
Ethnisch betrachtet setzte sich die Bevölkerung aus 97,7 Prozent Weißen, 0,4 Prozent Asiaten sowie 1,5 Prozent aus anderen ethnischen Gruppen zusammen; 0,4 Prozent stammten von zwei oder mehr Ethnien ab. Unabhängig von der ethnischen Zugehörigkeit waren 3,8 Prozent der Bevölkerung spanischer oder lateinamerikanischer Abstammung. 
28,1 Prozent der Bevölkerung waren unter 18 Jahre alt, 57,0 Prozent waren zwischen 18 und 64 und 14,9 Prozent waren 65 Jahre oder älter. 50,5 Prozent der Bevölkerung war weiblich.
Das Medianeinkommen eines Haushalts lag bei jährlich  38.021 USD. Das Pro-Kopf-Einkommen betrug 17.437 USD. 18,0 Prozent der Einwohner lebten unterhalb der Armutsgrenze.

## Persönlichkeiten
Ronald Reagan wurde hier 1911 geboren.